# تفجير نيانيا مايو 2014
تفجير نيانيا مايو 2014 في 1 مايو 2014 انفجرت سيارة مفخخة في نيو نيانيا، وهي بلدة في ولاية ناساراوا في نيجيريا. أسفر الانفجار عن مقتل ما لا يقل عن 19 شخصًا وإصابة ما لا يقل عن 60 شخصًا.

## خلفية
قُتل أكثر من 15.000 شخص في نيجيريا على مدار الخمسة عشر عامًا الماضية في هذا الصراع. معظم الهجمات تنطوي على دوافع دينية. تنبع عادة من مطالب الشريعة الإسلامية لتحل محل القانون العلماني الأعلى لجمهورية نيجيريا الاتحادية. ونسبت إلى جماعة بوكو حرام مسؤوليتها عن الهجمات. نظرًا لأن هذه المجموعة لديها القليل من التنظيم الداخلي ومقسمة إلى فصائل، فإن هذه الإجراءات لا تُنسب عمومًا إلى أي مجموعة أو قائد معين.

## الهجوم
توجهت سيارة بداخلها متفجرات إلى نقطة تفتيش للشرطة. بمجرد وصول السيارة إلى الحاجز نزل منها رجل وبدأ بالفرار عندما انفجرت السيارة. تسبب هذا في حدوث انفجارات أصغر حيث اشتعلت النيران في سيارات أخرى وانفجرت. وفقا لفرانك مبا مراقب الشرطة تم تفجير ست سيارات نتيجة انفجار السيارة المفخخة. وقع الهجوم بالقرب من المنطقة التي وقع فيها قصف كبير في الشهر السابق.